# Contactlens

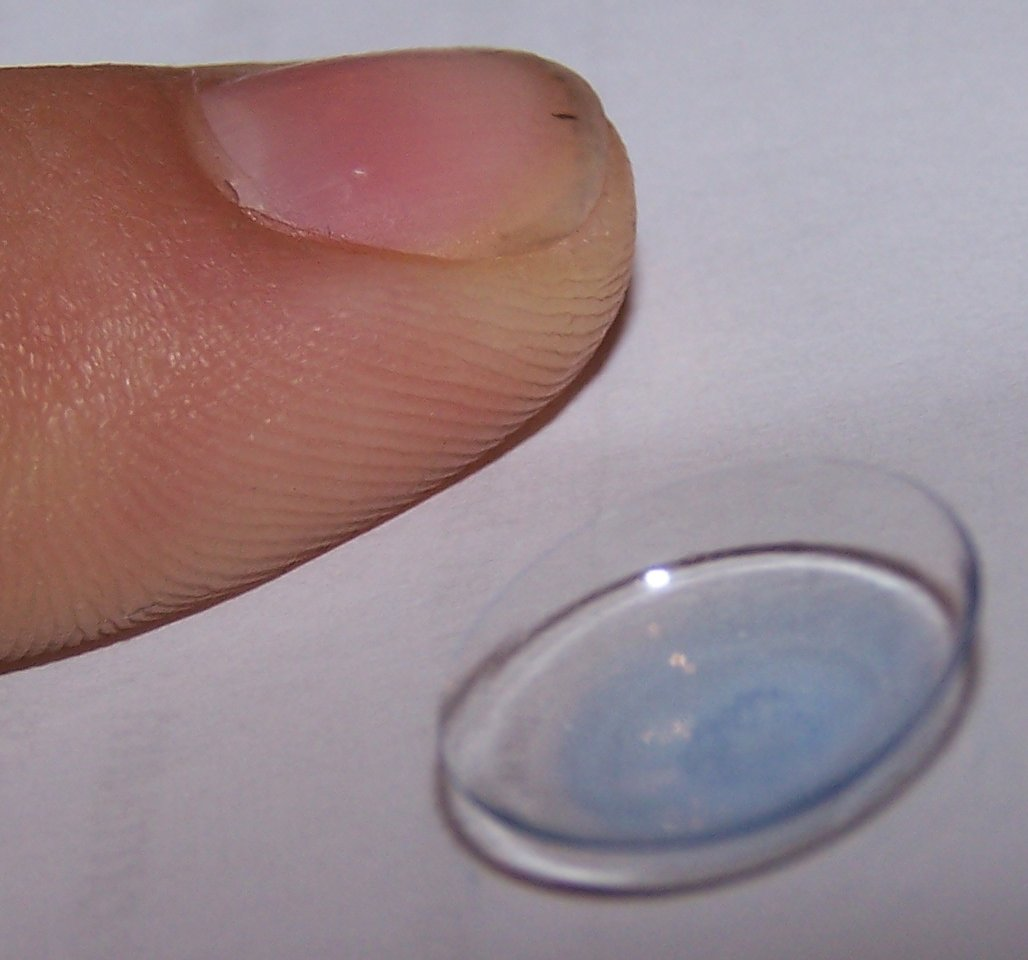
Zachte lens...

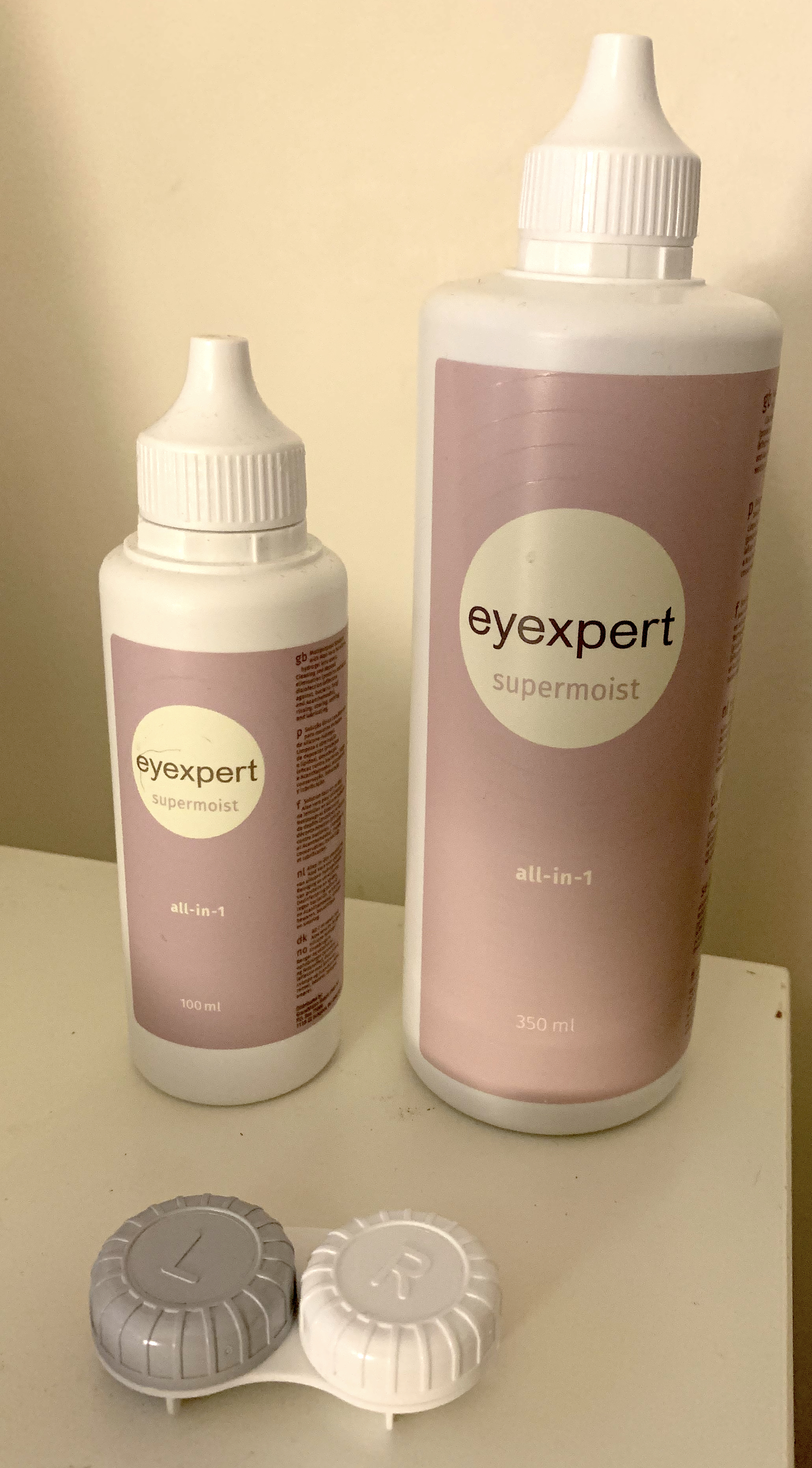
...en de contactlensvloeistof en -houder

Een contactlens is een optisch hulpmiddel dat op het oog wordt gedragen. Het plastic lensje wordt door geautomatiseerde processen op maat en sterkte gemaakt. Het drijft op een laagje traanvocht, zonder het hoornvlies te raken. De tussenruimte tussen de lens en het hoornvlies hoort naar de rand toe steeds groter te worden.
Een goede contactlens zorgt ervoor dat:
- het hoornvlies voldoende zuurstof krijgt;
- de lens niet te veel of te weinig verschuift ten opzichte van het oog;
- de vorm van het oog niet verandert door het dragen van contactlens.

De contactlens is een alternatief voor de bril.

## Etymologie
Voorheen sprak men in het Nederlands van contactglas. In het Engels is het contact lens. Deze woorden komen overeen met brillenglas en spectacle lens.
Tegenwoordig zegt men in het Nederlands meestal contactlens, vermoedelijk naar Engels voorbeeld. Dit wordt ook afgekort tot lens, zoals in „zij draagt lenzen”.
De Engelse afkorting is niet lenses maar contacts.

## Geschiedenis
Al in 1508 ontwierp Leonardo da Vinci als eerste de contactlens, maar pas in 1636 werd dit idee verder uitgewerkt door René Descartes. Hij maakte een ruwe mathematische schets en beschreef hoe een buisje gevuld met water tegen het oog zou kunnen worden gehouden. Verder kwam de bekende wiskundige en filosoof overigens niet. Later verdiepten meer wetenschappers zich in de contactlens. De Franse oogarts Eugène Kalt (1861-1941) ontwierp in 1888 een systeem met glazen die op het hoornvlies dreven. Vanaf dit moment ging het snel met de ontwikkeling van de contactlens. In 1935 werd een nieuw materiaal ontwikkeld, het perspex, waardoor lenzen kleiner gemaakt konden worden. In de jaren vijftig was het in de VS erg populair om lenzen te dragen, alhoewel de meeste mensen er niet goed tegen konden en de gewenningsperiode lang was. Vooral na 1970 was de belangstelling voor contactlenzen groot. In 1973 kwamen de eerste, permanent te dragen, zachte lenzen. In 1975 verschenen de eerste zuurstofdoorlatende harde lenzen. In 1985 werd de fabricage voor een groot deel geautomatiseerd.

## Soorten lenzen
Contactlenzen worden onderscheiden in harde, zachte en hybride lenzen.

### Harde lenzen
Harde of vormvaste lenzen hebben een langere levensduur en laten veel zuurstof door. Dit laatste komt ten goede van de gezondheid van het oog. Ook geven harde lenzen bij de meeste lensdragers een beter zicht dan zachte lenzen. Daar staat tegenover dat ze oncomfortabel kunnen zitten; ze zijn minder flexibel. Harde lenzen worden overigens niet langer gemaakt van het oncomfortabele perspex, wat vroeger wel het geval was. De meeste harde lenzen gaan een paar jaar mee en zijn relatief goedkoop in onderhoud door de kwaliteit ervan.
Orthokeratologie-lenzen zijn harde lenzen die de oppervlaktekromming van het hoornvlies in de juiste vorm brengen (ook wel beter bekend onder de merknaam 'Nachtlenzen'). De lenzen worden ingedaan bij het slapengaan en moeten minimaal zes uur lang gedragen worden. Daarna is de zichtafwijking gedurende gemiddeld anderhalve dag 0 dioptrie. (De werkelijke duur verschilt per persoon en hangt af van hoe snel het hoornvlies zich weer naar zijn oorspronkelijke vorm herstelt.) Deze lenzen werken tot een sterkte van -5,5 dioptrie. Het grote voordeel is het overdag niet hoeven dragen van contactlenzen.

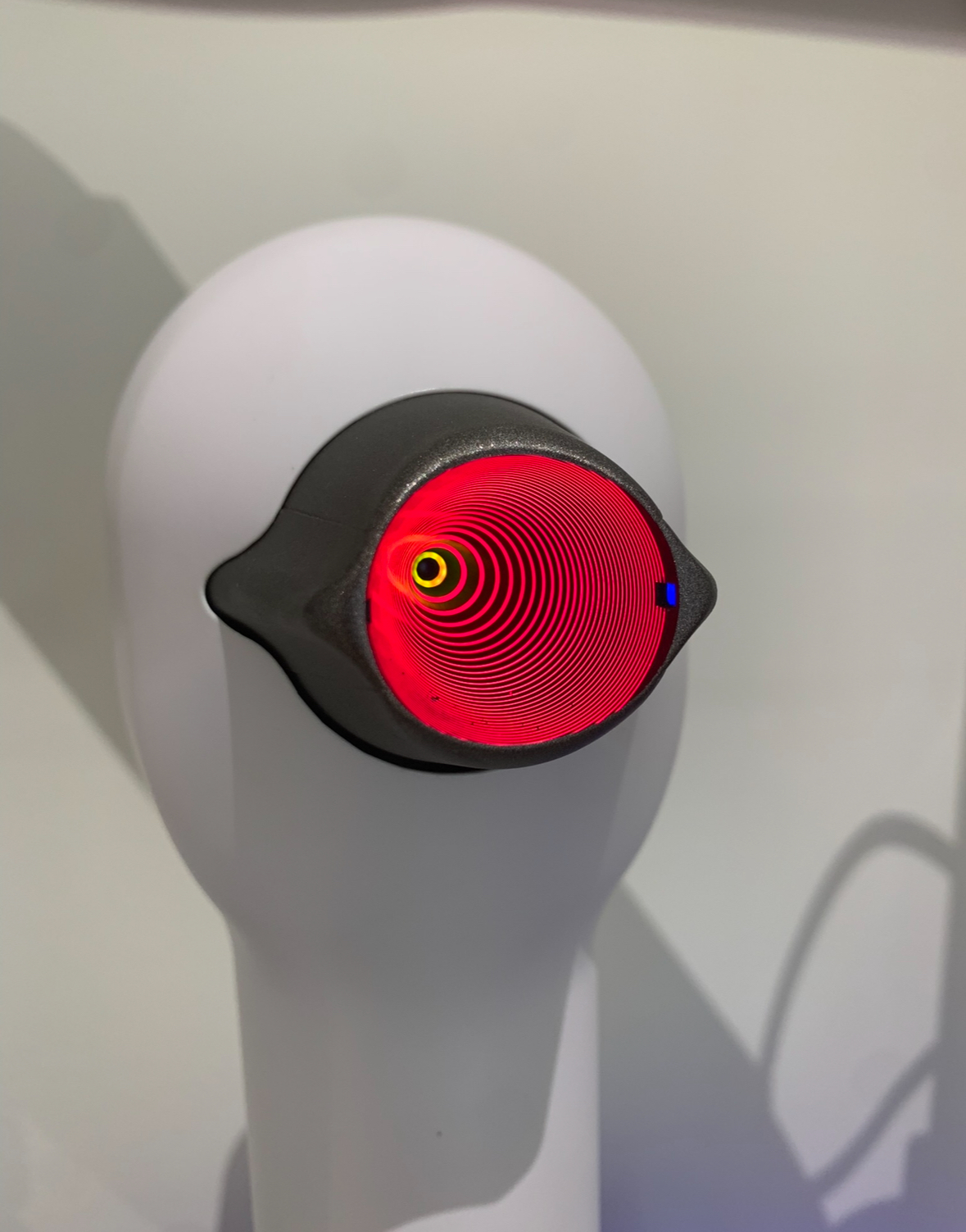
Corneatopograaf om contactlenzen aan te meten...

### Zachte lenzen
Zachte lenzen worden gemaakt van een op perspex gelijkend polymeer dat flexibel wordt onder invloed van vocht. Zij zijn groter en flexibeler dan harde lenzen. Er zijn minder soorten maten dan bij harde lenzen, aangezien de lens zichzelf beter aanpast aan de vorm van het oog. Door de poreuze structuur neemt de lens veel water op. De zachte lens zuigt zich makkelijk aan het oog vast en zit comfortabel. Wel worden deze lenzen sneller vuil, omdat zij vermengd worden met allerlei stoffen in het traanvocht. Vanwege het onderhoud zijn dragers duurder uit dan dragers van harde lenzen. Zachte lenzen moeten altijd nat blijven en dus in lenzenvloeistof bewaard worden, anders worden ze hard en kunnen ze breken. Bij zowel harde als zachte lenzen wordt aangeraden ze ’s nachts uit te doen, en de ogen regelmatig te laten controleren bij de contactlensspecialist of optometrist.
Er bestaan zachte lenzen die slechts een dag (overdag) gedragen kunnen worden („daglenzen”), lenzen die gedurende een maand overdag gedragen kunnen worden („maandlenzen”) en lenzen die langer gedragen kunnen worden („3-maandslenzen” of „halfjaarslenzen”), al worden deze in de praktijk vaak afgeraden. Daarnaast zijn er nog tweewekelijkse zachte lenzen die twee weken gedragen kunnen worden.

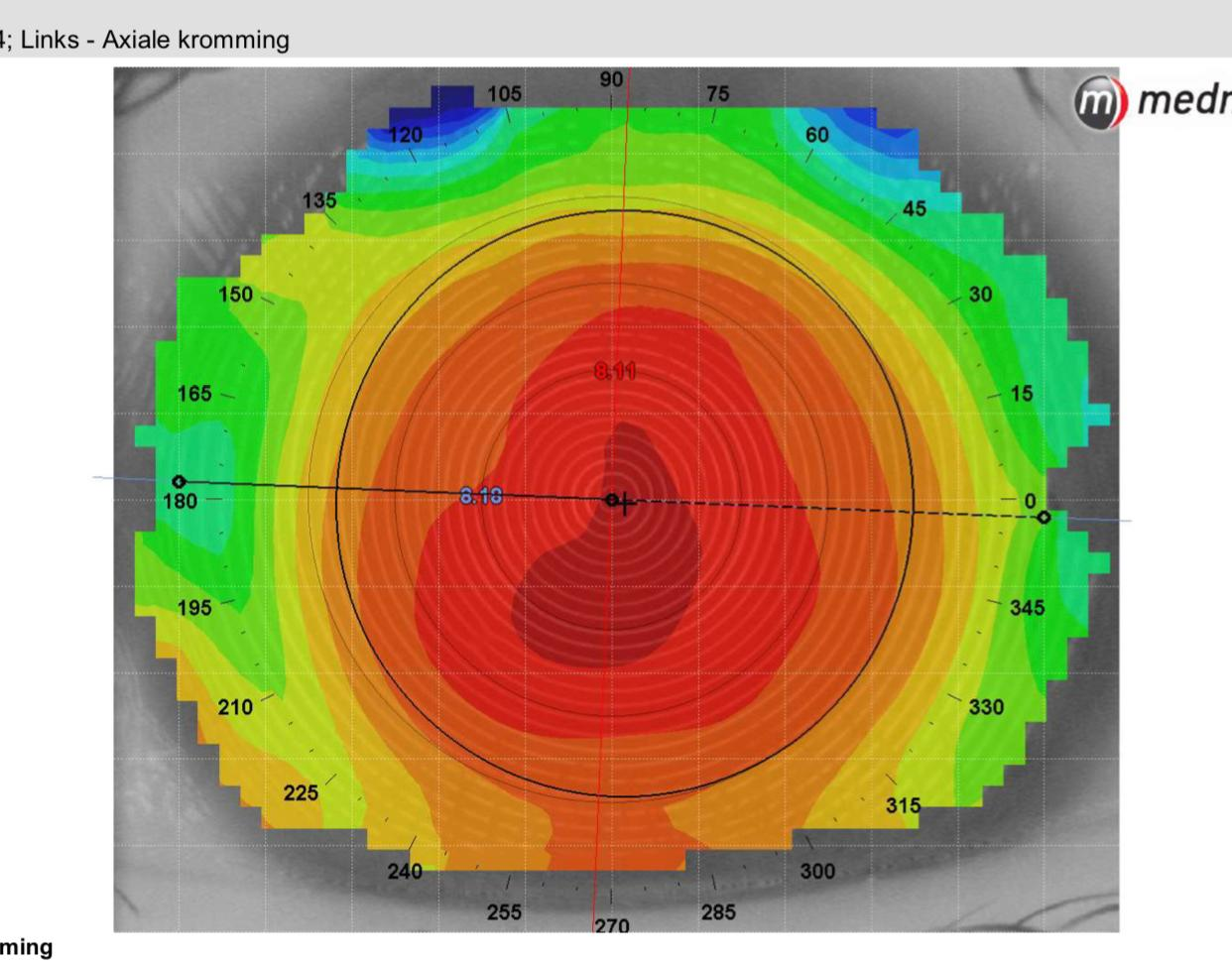
... en het topogram dat hieruit volgt

Siliconehydrogellenzen zijn contactlenzen gemaakt van het materiaal siliconehydrogel en laat tot vijf keer meer zuurstof naar het hoornvlies door dan de klassieke hydrogellenzen. Door de hoge zuurstofdoorlatendheid zijn siliconehydrogellenzen zeer geschikt voor mensen die last hebben van droge ogen.
Populaire merken van siliconen-hydrogellenzen zijn onder meer: Acuvue Oasys (Johnson & Johnson), Air Optix Aqua (Alcon), Biofinity (CooperVision), PureVision2 (Bausch + Lomb)

### Hybride lenzen
Een hybride contactlens is een combinatie van een zachte met vormstabiele (voorheen genoemd harde) lens.
Het centrale deel van de lens is vormstabiel en heeft dezelfde goede optische kwaliteiten als een normale vormstabiele contactlens. Het vormstabiele gedeelte heeft een diameter van 8,5 mm. Om dit ‘harde’ gedeelte van de lens zit een zachte rand (skirt) die zorgt voor het comfort van een zachte lens. Inclusief het zachte gedeelte heeft de lens een diameter van 14,5 mm gelijk aan de gewone zachte contactlens.
Door het vormvaste gedeelte is de lens geschikt om corneaal astigmatisme (cilindrische, torische afwijkingen) te verhelpen.
De hybride contactlens is in oktober 2005 door de Amerikaanse FDA goedgekeurd. In 2010 kwam de tweede generatie hybride contactlens uit. In 2011 werd de hybride contactlens ook in multifocale variant verkrijgbaar.

### Cosmetische kleurlenzen

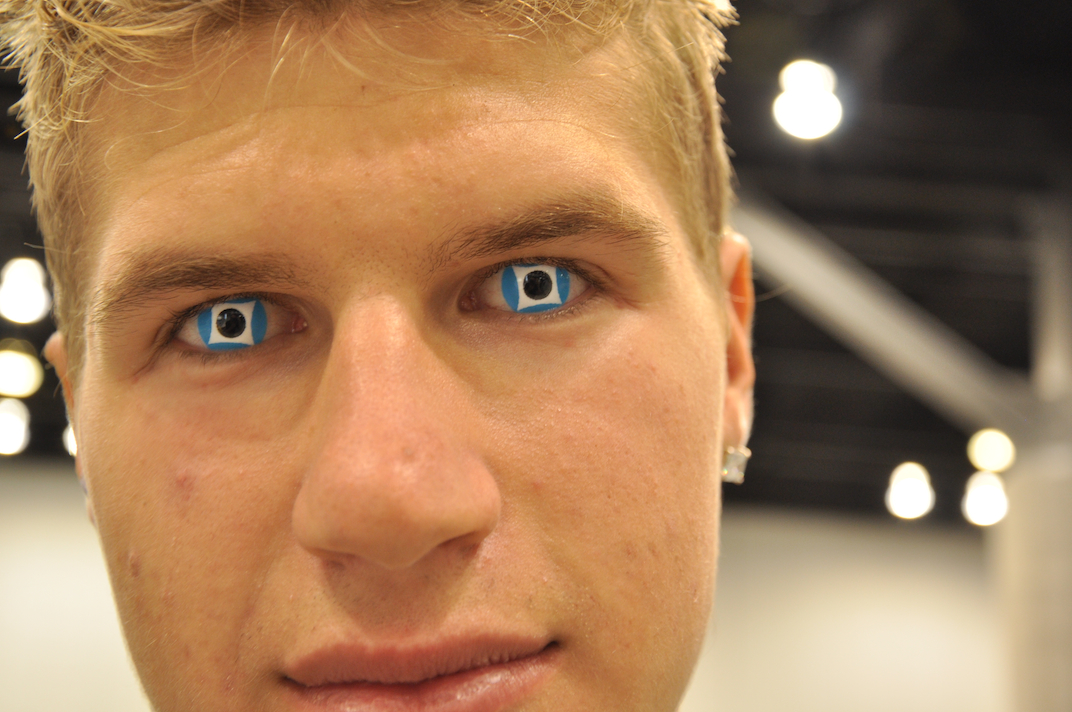
Voorbeeld van gekleurde contactlenzen

Er zijn ook contactlenzen die gekleurd zijn. Deze worden wel om cosmetische redenen gedragen. Sterker gekleurde lenzen worden wel gebruikt om een andere oogkleur te realiseren of deze te wijzigigen. Deze zijn ook met sterkte nul te krijgen, voor mensen zonder zichtafwijking. Er zijn hiervan verschillende varianten, zoals sterk gekleurde, waarmee mensen met donkere ogen lichtere ogen kunnen simuleren. Voor het omgekeerde volstaat een zwakkere kleuring (‘enhancing lenses’ of ‘tinted lenses’). Kleurlenzen zijn populair, vooral in Azië, waar ze worden beschouwd als een modeaccessoire. In landen zoals Zuid-Korea, Japan en China worden deze lenzen gedragen door influencers en beroemdheden. Ook zijn er lenzen die de ogen groter doen lijken (‘cirkellenzen’). Deze lenzen zijn meestal van een zachter materiaal gemaakt. Ook zijn er partylenzen met speciale effecten zoals kattenoog of vlagkleuren bedoeld voor cosplay of festiviteiten. Bij het gebruik van dit soort lenzen is een goede oogzorg belangrijk. Het gebruik van ongeregistreerde of goedkope lenzen van onbetrouwbare bronnen kan schadelijk zijn voor de ogen.

## Aard van de correctie
In eerste instantie waren contactlenzen alleen geschikt voor „eenvoudige” oogafwijkingen, waarbij sferische correctie voldoende was. In de loop der jaren zijn er echter steeds meer mogelijkheden gekomen, zoals torische lenzen en multifocale lenzen.

### Cilindrische correctie
Zo zijn er inmiddels ook lenzen met een cilindercorrectie: torische lenzen. Dergelijke lenzen zijn aan één kant iets verzwaard, waardoor ze ten gevolge van de zwaartekracht de juiste stand op het oog aannemen.

### Multifocale contactlenzen
Er zijn tegenwoordig ook multifocale (meestal eigenlijk bifocale) contactlenzen voor correctie van presbyopie (oudziendheid). Hiervoor zijn verschillende mogelijkheden.
Bij zogenaamde gesegmenteerde lenzen is het onderste gedeelte geschikt om dichtbij te kijken. Dit deel schuift voor de pupil wanneer het oog naar beneden draait om te lezen. Dit noemt men alternerend zicht.
Het is ook mogelijk om de lens in concentrische ringen uit te voeren. Het middelste deel is om in de verte te kijken. Het buitenste deel is voor dichtbij. Het oog ontvangt nu tegelijk beelden voor verschillende afstanden. De hersenen zijn in staat hieruit het juiste beeld te selecteren. Dit noemt men simultaan zicht.
Daarnaast is het mogelijk om één oog een lens voor dichtbij te geven en het andere oog een lens voor veraf. Dit heet monovisie. In feite is in dit geval geen sprake van multifocale lenzen, maar van twee monofocale.

## Voordelen van contactlenzen ten opzichte van een bril
Voordelen van contactlenzen ten opzichte van een bril kunnen zijn (maar dit verschilt sterk van persoon tot persoon):
- Groter draaggemak.
- Lenzen beslaan niet en worden bij regen niet nat, wat leidt tot een beter zicht.
- Contactlenzen zijn minder zichtbaar.
- Met contactlenzen kan een gewone zonnebril gecombineerd worden, terwijl een brildrager een zonnebril op sterkte of een zogenaamde 'voorhang-' of 'overzet-zonnebril' moet aanschaffen.
- Bij sommige sporten is het dragen van contactlenzen veiliger dan het dragen van een bril.
- Het blikveld is groter.
- Contactlenzen geven een natuurlijker zicht: geen vervorming aan de randen, geen verkleining van het beeld bij negatieve lenzen en geen vergroting bij positieve.

## Nadelen van contactlenzen ten opzichte van een bril
Nadelen van contactlenzen ten opzichte van een bril kunnen zijn (verschilt sterk van persoon tot persoon):
- Het indoen van lenzen kost meer tijd dan het opzetten van een bril. Vooral beginnende lensdragers hebben vaak moeite met het inbrengen en uitnemen van de lenzen.
- Afhankelijk van de soort lens en de omgeving waarin men verblijft, kan men met lenzen eerder last krijgen van droge ogen.
- Lenzen kunnen het oog irriteren en onder meer bindvliesontstekingen veroorzaken.
- Lenzen kunnen eerder kwijt raken; als een lens valt is deze moeilijk terug te vinden. Ook kan de lens naar de zijkant of de bovenkant van het oog verschuiven. (Achter het oog is niet mogelijk, omdat het bindvlies overgaat van het oog naar de binnenkant van de oogleden.)

Bovendien is niet ieder oog geschikt voor het dragen van een contactlens. Als het traanvochtgehalte te laag is, raakt de lens het hoornvlies in plaats van op het traanvocht te drijven.

## Contactlens gerelateerde pathologie
Er is een reeks aandoeningen mogelijk bij het gebruik van contactlenzen:
- Microbiële keratitis (MK): Dit is een infectie van het hoornvlies door aantasting van het epitheel, de laag van Bowman en het stroma. Symptomen zijn ernstig tot matige pijn en roodheid van de ogen. In de voorste oogkamer kunnen ontstekingscellen te zien zijn.
- Contact lens induced peripheral ulcer (CLPU):
- Contact lens induced red eye (CLARE): Ontstekingsreactie van de cornea en conjunctiva.
- Infiltratieve keratitis
- Virale keratoconjunctivitis: meestal een infectie door het adenovirus.
- Superior epithelial arcuate lesion (SEAL): een beschadiging door mechanisch schuren van de lens tegen de bovenkant van de cornea.

## Gebruik
Een lens kan van 's ochtends tot 's avonds gedragen worden. Draagt men ’s nachts lenzen die voor overdag bedoeld zijn, dan kan dit nadelig zijn voor het oog. Als men zachte lenzen draagt en de lens uit de lenshouder wordt gehaald, controleert men of de lens niet achterstevoren zit. Hiervoor wordt de lens op de vingertop gelegd en aan de zijkant bekeken. Als de lens goed om zit, wordt deze op het oog aangebracht door met andere hand het bovenste ooglid omhoog te trekken, en de lens op het oog te leggen, zonder dat de vinger op het hoornvlies drukt. De lens hoort nu pijnloos op het oog gezogen te worden door een combinatie van luchtdrukverschil (denk aan een schoteltje op een nat aanrecht) en cohesie/adhesie. Is het wel pijnlijk, dan kan er een vuiltje tussen het oog en de lens zitten, of kan er een scheurtje in de lens zitten.
Bij het uitnemen houdt men wederom het bovenste ooglid omhoog, terwijl de lens met de andere hand naar het oogwit getrokken wordt, en vervolgens met de duim en wijsvinger van de andere hand gepakt wordt. Bij harde contactlenzen is het niet ongebruikelijk om in plaats daarvan een zuignapje te gebruiken. Meestal worden echter met de hand de oogleden aangespannen die dan in feite door een knijpbeweging de lens van het oog 'plukken'.
Een vrij nieuwe ontwikkeling op het gebied van contactlenzen zijn de zgn. continulenzen. Deze worden dag en nacht gedragen voor een periode van een maand, en zouden zes keer zoveel zuurstof doorlaten als de gewone maandlenzen. De continulens is gemaakt van siliconen en hydrogel.
Daglenzen, die dus slechts eenmalig gedragen worden en daarna weggegooid, hebben geen speciaal onderhoud nodig. Lenzen voor hergebruik (zoals maand- week- of (half)jaarlenzen) dienen volgens een strak schema onderhouden te worden met de door de contactlensspecialist voorgeschreven vloeistof. In de praktijk blijkt dat men nog wel eens gaat 'shoppen' en zelf elders vloeistoffen haalt. Echter is de ene vloeistof niet de andere en is er een reden dat een bepaald type vloeistof wordt voorgeschreven (en niet alleen vanuit commercieel oogpunt zoals vaak ten onrechte wordt beweerd). De meeste comfort-gerelateerde problemen bij het dragen van contactlenzen komen door een verkeerde match tussen lens, vloeistof en client.